# Société des Boissons Rafraîchissantes du Gabon
La Société des Boissons Rafraîchissantes du Gabon, ou SOBRAGA, est une brasserie Gabonaise, filiale du groupe Castel, dont le siège est situé à Owendo, à quelques kilomètres d'Angone et de Libreville.

## Histoire
L'entreprise a été fondée en 1966 sur l'impulsion de Pierre Castel et du gouvernement gabonais. Une première usine est construite sur la commune de Libreville. Suivent une usine à Franceville en 1971, une à Port-Gentil en 1972, une à Oyem en 1976 et une à Mouila en 1983. En 1987, l'usine de Libreville est délocalisée à Owendo. La Sobraga est aujourd'hui un acteur majeur du secteur des boissons au Gabon et la sixième entreprise gabonaise quant au chiffres d'affaires en 2015.

## Marques
La Sobraga distribue environ 38 marques de boissons alcoolisées et non-alcoolisées ainsi que d'eau minérale.
Elle est connue pour sa bière phare, la Régab, et produit également sous licence la Castel Beer depuis 1970, la 33 Export et la Guinness.
Elle produit ses propres sodas comme le D'jino, les Tops ou le World Cola. La Sobraga distribue les eaux minérales Andza, Akewa ou Aning'eau.